# Sviňomazy
Sviňomazy jsou malá vesnice, část obce Trpísty v okrese Tachov v Plzeňském kraji. Nachází se 1,5 kilometru severozápadně od Trpístů. Je zde evidováno 25 adres. V roce 2011 zde trvale žilo 38 obyvatel.
Sviňomazy jsou také název katastrálního území o rozloze 4,2 km².

## Historie
První písemná zmínka o vesnici pochází z roku 1379.

## Obyvatelstvo
| Rok            | 1869 | 1880 | 1890 | 1900 | 1910 | 1921 | 1930 | 1950 | 1961 | 1970 | 1980 | 1991 | 2001 | 2011 | 2021 |
| -------------- | ---- | ---- | ---- | ---- | ---- | ---- | ---- | ---- | ---- | ---- | ---- | ---- | ---- | ---- | ---- |
| Počet obyvatel | 242  | 174  | 188  | 186  | 209  | 181  | 180  | 103  | 106  | 87   | 83   | 51   | 36   | 38   | 38   |
| Počet domů     | 43   | 36   | 37   | 44   | 37   | 34   | 36   | 24   | 24   | 20   | 18   | 17   | 18   | 18   | 18   |

## Obecní správa
Při sčítání lidu v letech 1850–1959 Sviňomazy byly samostatnou obcí v okrese Stříbro. V letech 1960–1980 byly částí obce Trpísty v okrese Tachov. Od 1. července 1980 do 23. listopadu 1990 byly částí obce Erpužice v okrese Tachov. Od 24. listopadu 1990 jsou opět částí obce Trpísty v okrese Tachov.

## Pamětihodnosti
Jeden kilometr severovýchodně od vesnice se na okraji údolí Úterského potoka nachází drobný zbytky Sviňomazského hrádku ze 14. století.

## Galerie

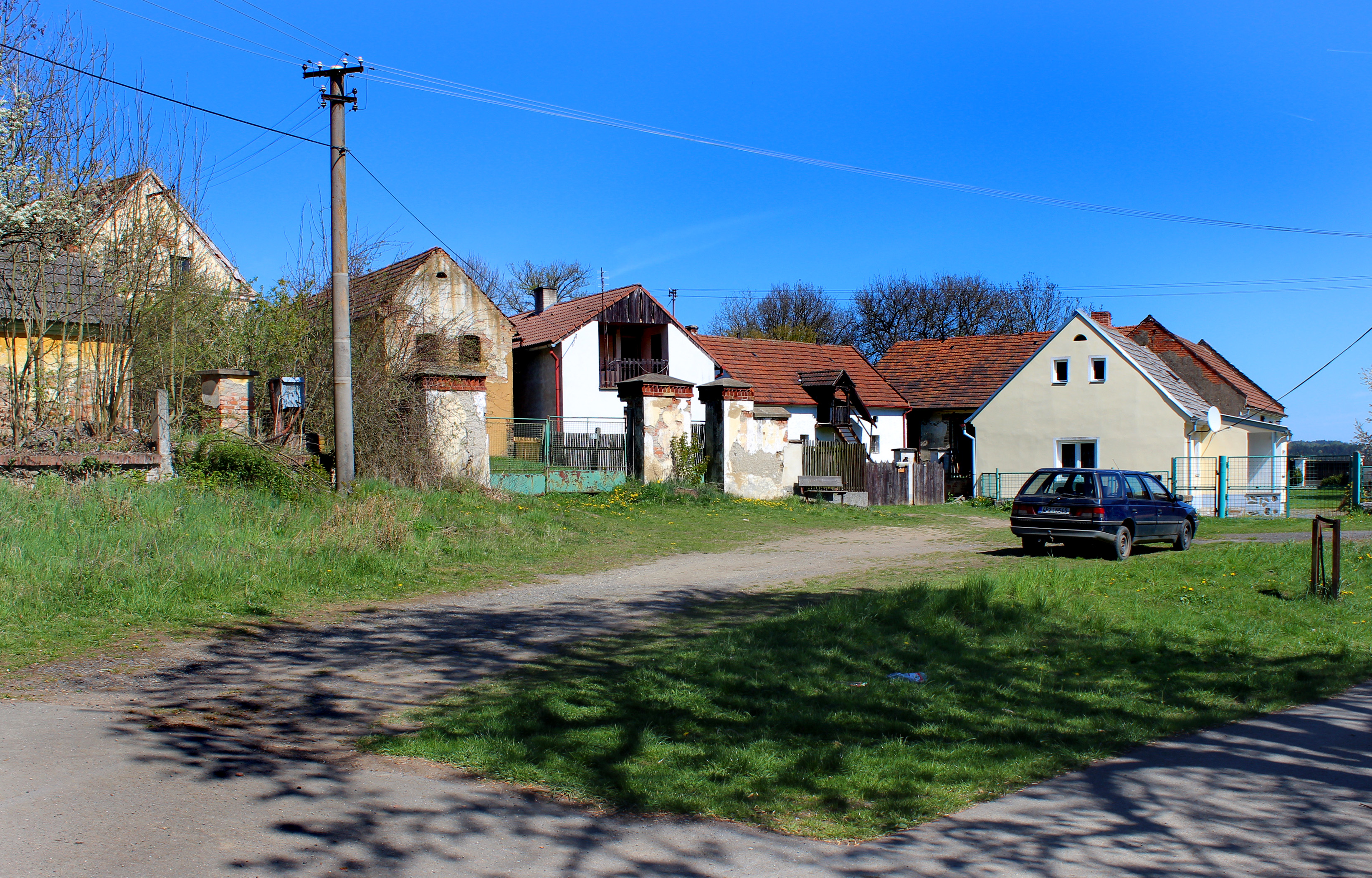
Domky na návsi
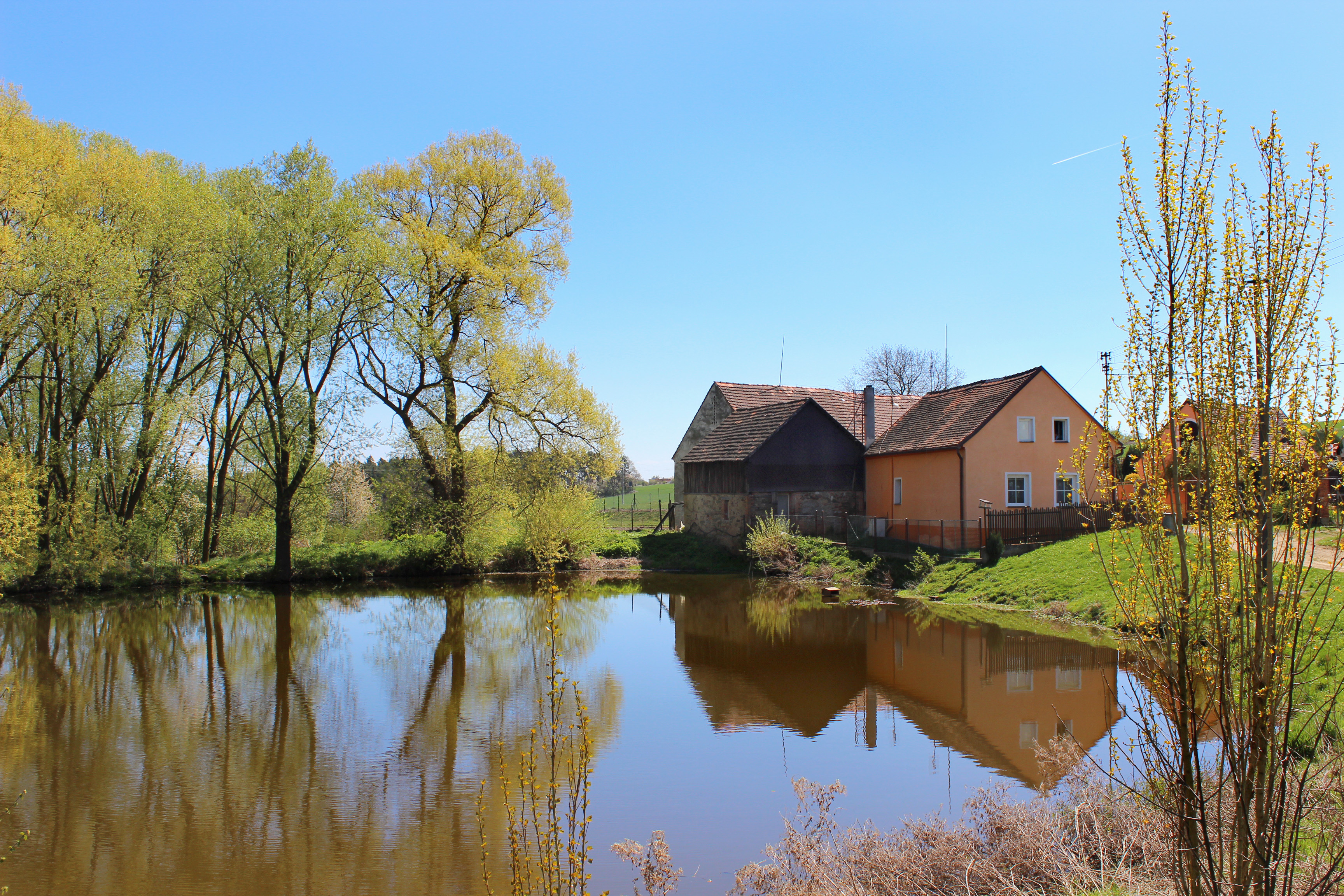
Rybník u návsi
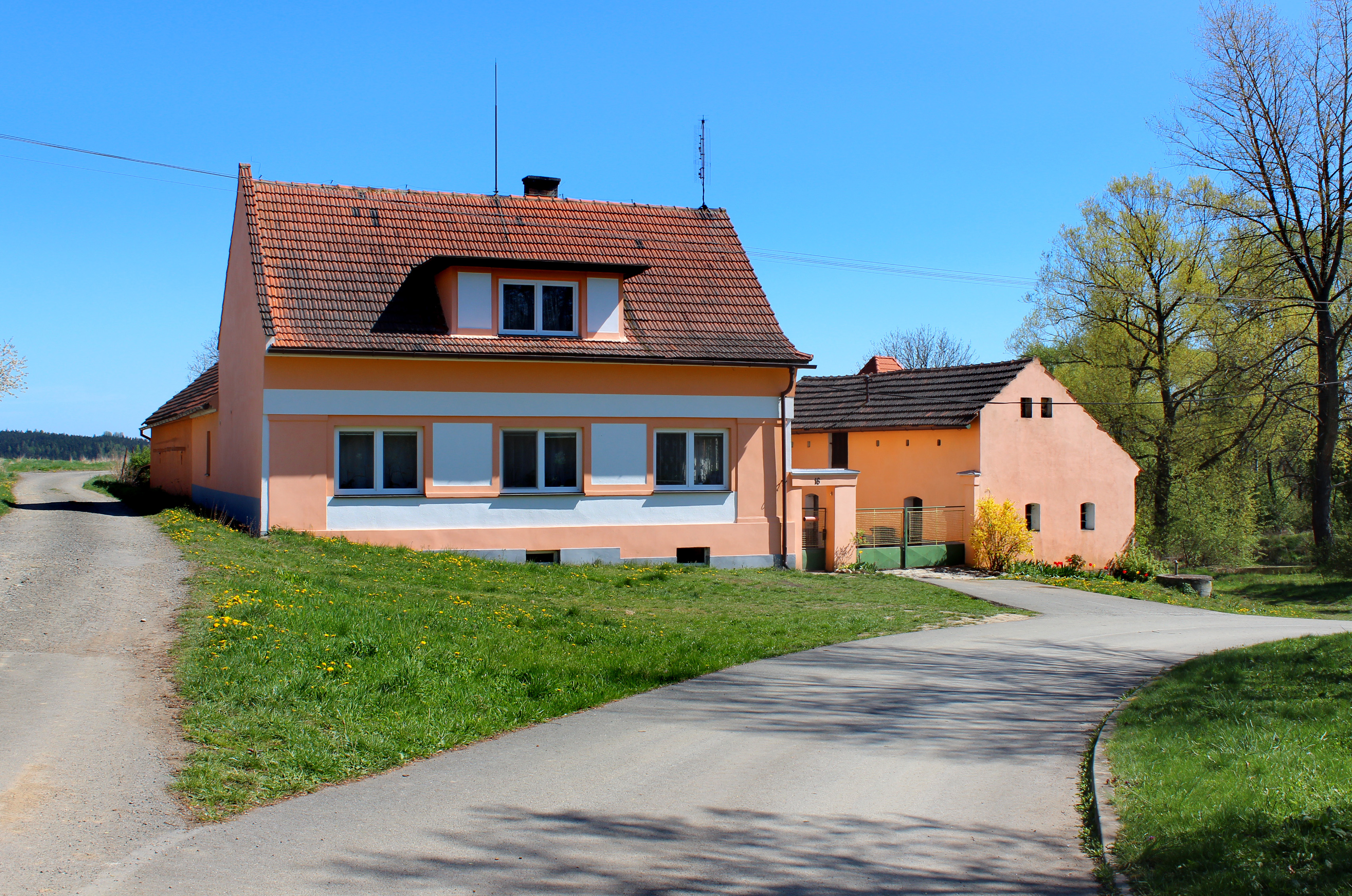
Dům čp. 16